# San José Villanueva
San José Villanueva – miasto w Salwadorze, w departamencie La Libertad.